# شهرستان یوگان
شهرستان یوگان (به لاتین: Yugan County) یک شهرستان‌های جمهوری خلق چین در چین است که در شانگراو واقع شده‌است.